# Tyto pollens
Espèce
Synonymes
- Tyto riveroi Arredondo 1972

Tyto pollens est une chouette effraie géante éteinte qui vivait aux Bahamas pendant la dernière période glaciaire.

## Présentation
Elle n'est connue que des restes partiels de trois individus qui ont été collectés sur les îles de Little Exuma (le site a été mal identifié comme sur Great Exuma dans la littérature originale) et New Providence,. Alexander Wetmore a initialement décrit les espèces de fossiles d'un seul individu du site de Little Exuma qui sont l'holotype : une coracoïde complète, une extrémité proximale du cubitus, un métacarpien majeur dépourvu de l'extrémité proximale et du fémur complet. Le fémur mesure 81,2 mm de long. Les deux sites paléontologiques les datent d'avant l'arrivée des humains (les Lucayens ) sur les îles.
Il y a 18 000 ans, le niveau de la mer était de 120 mètres plus bas qu'aujourd'hui et les Bahamas existaient comme au moins cinq îles principales, avec une masse terrestre de plus de 10 fois la taille moderne. Les deux sites de fouilles auraient fait partie de la même île. L'assemblage fossile de la période indique que les Bahamas étaient beaucoup plus sèches et plus arides à cette période, et au lieu des forêts de pins qui couvrent les îles aujourd'hui, elles étaient couvertes par une vaste savane ou prairie. L'espèce était sympatrique avec la Chouette effraie (Tyto alba), qui était beaucoup plus commune aux Bahamas à l'époque qu'elle ne l'est aujourd'hui, et avait également un régime radicalement différent de celui d'aujourd'hui, ayant abandonné un régime composé principalement d'anoles bruns (Anolis sagrei) aux rats et aux souris domestiques aujourd'hui.
Le site de New Providence ne contenait que deux squelettes partiels, mais aussi de grandes quantités de pelotes de réjection de chouettes. Celles-ci montrent que T. pollens avait un régime qui était largement basé sur le gros rongeur Geocapromys ingrahami, qui ne survit actuellement que sur une seule petite île aride, mais qui semble avoir été autrefois le seul mammifère terrestre des Bahamas et extrêmement répandu dans l'ensemble de la plupart des îles à l'époque. On pense que le climat devenu plus humide a permis à un nouvel habitat des pinèdes des Bahamas (forêts de pins des Caraïbes ) de s'étendre sur les îles, ce qui a fait disparaître cette proie principale des T. pollens de toutes les îles sauf celles de l'habitat aride, et la chasse par les Lucayens a peut-être aussi mené l'espèce à l'extinction.
Le site de Little Exuma provient d'une couche non loin sous une couche plus sombre et plus organique montrant l'arrivée des Lucayens, mais il n'a jamais été correctement daté. Le site de New Providence date d'il y a environ 20 000 ans. T. pollens était étroitement apparenté à T. ostologa d'Hispaniola et T. noeli de Cuba. T. noeli était sympatrique avec une espèce encore plus grande de chouette effraie.
Dans un rapport de 1995, Bruce G. Marcot, un forestier de la Pacific Northwest Research Station à Portland, Oregon, a affirmé sans preuve qu'elle vivait dans les anciennes pinèdes des Bahamas de l'île d'Andros aux Bahamas  bien que l'assemblage fossile indique que c'était une espèce des Prairies et aucun fossile n'est connu de l'île d'Andros,. Marcot a affirmé que la chouette avait récemment disparu en raison de "premiers colons humains". Il a inventé un nouveau nom commun pour le taxon: la chouette effraie de l'île Andros. Il a également affirmé qu'elle était incapable de voler et mesurait 1 mètre de haut  bien qu'elle ne soit certainement pas incapable de voler et qu'elle n'était sûrement pas si grande.

## Le chickcharney
Marcot a également affirmé que T. pollens avait probablement inspiré la légende du chickcharney, un lutin espiègle et malicieux. Selon la légende, les pattes du Chickcharney ont trois orteils et il peut faire pivoter sa tête tout autour de son cou.